# 雷·沙爾克
雷蒙·威廉·沙爾克（英語：Raymond William Schalk，1892年8月12日—1970年5月19日），綽號「耶弗他」，為美國職棒大聯盟的捕手。職業生涯幾乎都效力於芝加哥白襪，最後一年則待在紐約巨人。沙爾克被譽為是當時最強的防守型捕手，也是大聯盟少見的敏捷型捕手。1955年，沙爾克入選名人堂。

## 職業生涯
1912年8月11日，沙爾克在他滿20歲生日前一天登上大聯盟。這年他的打擊率為2成86，而防守部分更是讓總教練印象深刻。因此他在隔年取代Billy Sullivan成為球隊的先發捕手。
沙爾克只有175公分高，以大聯盟選手來說身形相對瘦小。但是嬌小的身軀讓他比其他捕手更加靈活，更能像內野手一樣迅速的接球。
1914年，沙爾克的打擊率為2成70。儘管球隊戰績不佳，他仍在MVP票選中拿下第六名。1915年，雖然打擊率稍微下滑到2成66，不過他的防守數據比起去年又更加進步。1916年，沙爾克達成30次盜壘成功。不僅寫下生涯新高，這項捕手盜壘紀錄還高懸66年才被打破。白襪隊最後以2場勝差輸給紅襪，無緣拿下美聯冠軍。但是沙爾克靠著他優異的配球能力，讓球隊的團隊防禦率排在美聯最佳。
1917年，沙爾克的打擊率來到生涯新低的2成26，不過上壘率卻有3成31。這年白襪成功闖進世界大賽，並在世界大賽上擊敗巨人拿下冠軍。
1918年，沙爾克的打擊率掉到2成19，白襪隊僅拿下美聯第六名。不過隔年他的打擊率回到2成82，球隊再次挺進世界大賽。然而，白襪隊在這年世界大賽上放水輸給紅人，並有多達8名球員遭到起訴並終身禁賽。而身為捕手的沙爾克，自然也逃不過追查。但是沙爾克在世界大賽的打擊率高達3成04，而且在比賽中並沒有明顯的放水行為。沙爾克後來也說到，球隊的兩大投手艾迪·席考特和Lefty Williams常常忽略他的暗號，不按照他的配球策略投球。幾年過後，沙爾克表示當時隊上另一位王牌先發投手瑞德·法伯因為西班牙流感疫情肆虐而退出世界大賽，若他沒有退出，也許白襪隊不會輸球，放水的球員也不會因此被抓到。
1920年，沙爾克的打擊率為2成70，打點數來到生涯新高的61分。1922年，他接捕了查理·羅伯森的完全比賽，並在兩個月後達成完全打擊。最後他整年的打擊率為2成81，並敲出4轟與60分打點，並在MVP票選上拿下第三名。
1924年，由於手指受傷，沙爾克的上場時間大幅減少，打擊率也掉到2成以下。1925年，沙爾克觸底反彈，整年打擊率為2成74，上壘率3成82為生涯新高。1926年底，沙爾克接替了艾迪·柯林斯的總教練工作。這也導致他從1927年起上場時間更加減少。1929年，他加入了巨人隊，僅出賽5場比賽後宣布退休。

## 晚年

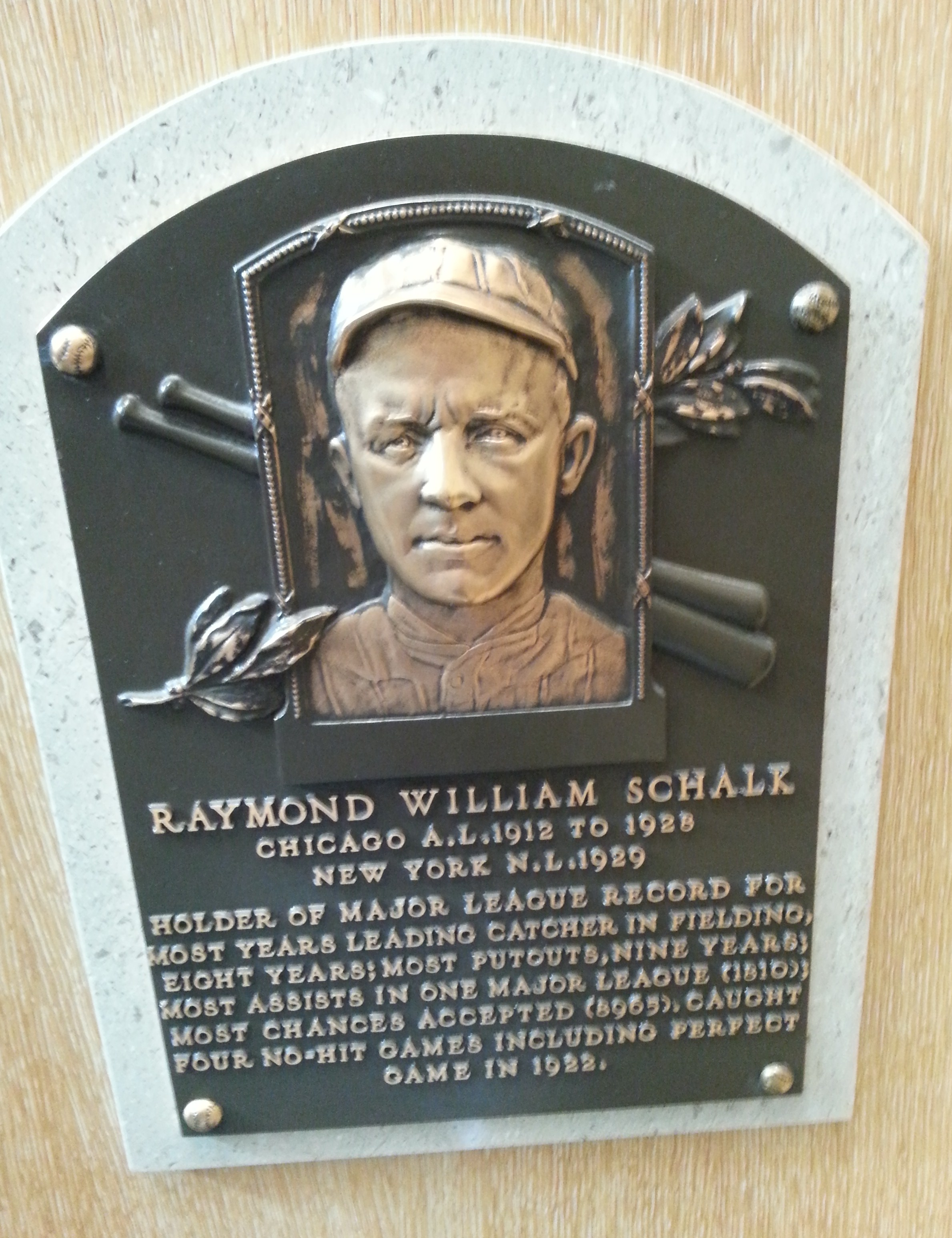
沙爾克的名人堂匾額

退休後，他在小熊隊擔任兩年教練，之後又在小聯盟執教6年。1944年，他成為小熊隊的球探。隨後他加入普渡大學，成為其棒球隊的助理教練，一直到他72歲退休為止。1955年，名人堂資深委員會將他引薦入選名人堂。1959年世界大賽，白襪睽違40年再度闖進世界大賽。他和另一名白襪傳奇選手瑞德·法伯還一同受邀參加開球。1970年5月19日，沙爾克因癌症去世，享年78歲。

## 生涯打擊成績
| 出賽次數 | 打席 | 打數 | 得分 | 安打 | 二安 | 三安 | 全壘打 | 打點 | 盜壘 | 保送 | 三振 | 打擊率 | 上壘率 | 長打率 | 整體攻擊指數 |
| -------- | ---- | ---- | ---- | ---- | ---- | ---- | ------ | ---- | ---- | ---- | ---- | ------ | ------ | ------ | ------------ |
| 1722     | 6244 | 5306 | 579  | 1345 | 199  | 49   | 11     | 593  | 177  | 638  | 358  | .253   | .340   | .316   | .656         |

## 執教成績
| 球隊 | 年度   | 例行賽 | 例行賽 | 例行賽 | 例行賽 | 例行賽  |
| 球隊 | 年度   | 比賽   | 勝     | 敗     | 勝率   | 結果    |
| ---- | ------ | ------ | ------ | ------ | ------ | ------- |
| 白襪 | 1927年 | 153    | 70     | 83     | .458   | 美聯第5 |
| 白襪 | 1928年 | 74     | 32     | 42     | .432   | 辭職    |
| 總計 | 總計   | 227    | 102    | 125    | .449   |         |

## 外部連結
- 球員資訊和成績在MLB，ESPN，Retrosheet ，Baseball Reference ，Baseball Reference (Minors) ，Fangraphs ，The Baseball Cube ，Baseball Almanac （英文）

| 前任： Jimmy Johnston | 完全打擊 1922年6月27日 | 繼任： 鮑勃·穆塞爾 |